# Huojia
Huojia  (en chino, 获嘉; pinyin, Huòjiā; Wade-Giles, huo chia (escuchar)ⓘ) es un condado  bajo la administración directa de la Prefectura Xinxiang en la Provincia de Henan, República Popular China.  Su área es de  473 km² y su población total para 2019 superó los 440 mil habitantes. 

## Administración
Desde diciembre de 2024, el  Condado Huojia  se divide en 11 pueblos que se administran en 9 poblados y 2  villas.

## Toponimia
El topónimo Huojia [/Juó-chiá/] se compone de los sinogramas Huo (capturar) y Jia (nombre propio).
Lu Jia (吕嘉) era el primer ministro del Estado Nanyue y lideró la resistencia contra los Han. Con la Conquista Han de Nanyue,  Jia fue capturado y decapitado. Como logro militar en el 111 aC, esta región pasó a llamarse Huojia con el significado "lugar donde se capturó a Lu Jia".